# Howard City (Nebraska)
Howard City je selo u američkoj saveznoj državi Nebraska. Prema popisu stanovništva iz 2010. u njemu je živjelo 189 stanovnika.